# Daniel Glattauer
Daniel Glattauer (* 19. května 1960 ve Vídni) je rakouský spisovatel a novinář.

## Život a práce
Daniel vyrůstal ve Vídni, roku 1978 vystudoval střední školu, od roku 1979 studoval dějiny umění a pedagogiku. Po absolutoriu v roce 1985 působil jako novinář, a pak psal pro nově založený deník Der Standard, kde od roku 1989, pod pseudonymem „Dag“, psal sloupky a zprávy ze soudů (obdoba soudniček). Glattauer byl známý především díky svým sloupkům.

## Přehled děl v originále (výběr)

### Próza
- Mama, jetzt nicht!: Kolumnen aus dem Alltag. Wien: Deuticke Verlag, 2011. 164 S.
- Darum: Roman. Wien: Deuticke Verlag, 2003. 301 S.
- Der Weihnachtshund: Roman. Wien: Deuticke Verlag, 2000. 207 S.

### Drama
- Die Wunderübung: eine Komödie. Wien: Deuticke Verlag, 2014. 110 S.

## Přehled děl v češtině
- Dobrý proti severáku (Gut gegen Nordwind, v originále vyšlo roku 2006)
  - přel. Iva Kratochvílová, Host, Brno 2010, ISBN 978-80-7294-394-4
- Každá sedmá vlna (Alle sieben Wellen, 2009)
  - přel. Iva Kratochvílová, Host, Brno 2012, ISBN 978-80-7294-561-0
- Dobrý proti severáku; Každá sedmá vlna
  - souborné vydání obou románů, přel. Iva Kratochvílová, Host, Brno 2015, 445 s.
- Navždy tvůj (Ewig Dein, 2012)
  - přel. Lenka Šedová, Host, Brno 2013, ISBN 978-80-7294-637-2
- Není zač (Geschenkt, 2014)
  - přel. Iva Kratochvílová, Host, Brno 2015, ISBN 978-80-7491-417-1
- Zázračné cvičení (Die Wunderübung)
  - přel. Michal Kotrouš, česká premiéra: 25.11.2016, Branické divadlo, scéna a režie: Vilma Cibulková